# Arbeitsgericht Luckenwalde
Das Arbeitsgericht Luckenwalde war ein deutsches Gericht der Arbeitsgerichtsbarkeit mit Sitz in Luckenwalde.

## Geschichte
Gemäß Arbeitsgerichtsgesetz vom 23. Dezember 1926 wurden in Deutschland Arbeitsgerichte gebildet. Diese waren nur in der ersten Instanz organisatorisch selbstständige Gerichte, die Landesarbeitsgerichte waren den Landgerichten zugeordnet. Am Landgericht Berlin I entstand so 1927 das Landesarbeitsgericht Berlin als eines von zwei Landesarbeitsgerichten im Bezirk des Kammergerichtes. In Luckenwalde entstand das Arbeitsgericht Luckenwalde. Sein Sprengel umfasste den Bezirke der Amtsgerichte Baruth, Dahme, Jüterbog, Luckenwalde und Treuenbrietzen. Es bestand jeweils eine Kammer für Arbeiter, für Angestellte und für Handwerk.
Nach der Besetzung Deutschlands durch die Alliierten wurden 1945 zunächst alle Gerichte geschlossen. Die ordentlichen Gerichte wurden schon bald wieder eröffnet, während die Arbeitsgerichte zunächst außer in Hamburg nicht wieder eingerichtet wurden, so dass arbeitsgerichtliche Streitigkeiten von den ordentlichen Gerichten erledigt werden mussten. Gemäß Kontrollratsgesetz 21 sollten in Deutschland Arbeitsgerichte aufgebaut werden. Für das Land Brandenburg entstand 1946 das Landesarbeitsgericht Potsdam, in Luckenwalde wurde das Arbeitsgericht neu gebildet. In der DDR bestanden 1952 bis 1963 Arbeitsgerichte auf Kreis- und Bezirksebene. Nachdem diese 1963 in die Kreis- und Bezirksgerichte integriert worden waren, gab es keine gesonderten Arbeitsgerichte mehr.
Nach der Wende wurden mit dem Gesetz zur Errichtung der Arbeitsgerichtsbarkeit im Land Brandenburg vom 21. Juni 1991 wieder Arbeitsgerichte geschaffen. Ein Arbeitsgericht Luckenwalde wurde dabei nicht gebildet.